# Der 42. Himmel
Der 42. Himmel, auch Krach im Standesamt, ist eine Schweizer Musikkomödie (1962) des Regisseurs Kurt Früh. Die Hauptrolle spielt Walter Roderer. Der Film wurde mit teilweise unterschiedlicher Besetzung in einer schweizerdeutschen und einer hochdeutschen Fassung gedreht. Die 950.000 Franken teure Produktion wurde in beiden Versionen zum Misserfolg.

## Handlung
Wendelin Pfannenstiel arbeitet am Informationsschalter im Rathaus einer Schweizer Stadt. Unter anderem weist er heiratswilligen Paaren den Weg zum Standesamt im Raum 42. Der dort tätige Standesbeamte Trautwein soll demnächst pensioniert werden. Weil Wendelin den Ablauf einer Trauung und die betreffenden Paragraphen auswendig kennt, wird er zu seinem Nachfolger ernannt.
Die erste Trauung vermasselt er durch seine Nervosität, doch danach laufen die Eheschliessungen wie geschmiert. Bis eines Tages Fräulein Julia Zimmerlin vor ihm steht, in die er sich verliebt. Ihr eifersüchtiger Verlobter Marius lässt die Heirat platzen, weil sie zu vertraulich mit dem Taxifahrer gesprochen hat. Ein wenig geachteter Duckmäuser, lebt Wendelin zur Untermiete beim Ehepaar Beilfleiss, das von einer weissgekachelten Grossmetzgerei träumt. Sein einziger Freund ist der Orgelmechaniker Alfons. Er sucht Julia, die mit ihrer Freundin Doris wohnt, auf und schafft es, sie zur Heirat zu bewegen. Eine Kanzlei gibt bekannt, dass Wendelin Erbe eines australischen Millionenvermögens ist. Nun verbeugen sich alle Kolleginnen und Kollegen vor ihm. Am Vorabend erfährt er durch Lauschen, dass Julia Marius nicht vergessen kann und sagt auf dem Standesamt nein. Doris, mit der er sich gut versteht, bewundert ihn. Er beginnt, den Paaren, die er getraut hat, Blumen und Torten zu bringen, begleitet vom Örgeli seines Freundes. Doch die Paare scheinen alle zerstritten und unglücklich zu sein. Wendelin prüft nun strenger, ob die Paare wirklich zueinander passen, und verweigert einem 65-jährigen Direktor, der seine junge Sekretärin heiraten will, die Ehe. Der Bürgermeister möchte ihn in ein Sanatorium einweisen, und die Beilfleisses versuchen auf dem Gerichtsweg, die Vormundschaft über ihn und sein Geld zu erlangen, weil Frau Beilfleiss seine einzige Verwandte ist. Doch „seine“ getrauten Paare treten als Zeugen auf und bedanken sich für seine Arbeit. Die Erbschaft stellt sich als Irrtum wegen Namensverwechslung heraus, und Wendelin arbeitet wieder am Informationsschalter. Als die unglücklich in ihn verliebte Doris aufkreuzt, bemerkt er seinen Fehler und führt sie zum Standesamt.

## Kritiken
Die Kritiken zum Film fielen gemischt aus.
Die Website cinefacts.de bemerkt, dass Hauptdarsteller Walter Roderer „als biederer Kleinbürger von Format“ überzeuge und „sich … als des Singens kundig“ erwies.
Das Lexikon des internationalen Films hingegen bezeichnet das Original als „schweizerisch-bedächtig“ und bescheinigt der hochdeutschen Fassung, steif und musikalisch ungeschickt zu sein.
Werner Wider hält Der 42. Himmel für einen „der schlechtesten [Schweizer] Filme, die vermutlich je gedreht wurden“.